# Francisco Martorell y Peña
Francisco Martorell y Peña (1822-1878) fue un arqueólogo, naturalista y comerciante español.

## Biografía
Nacido el 19 de noviembre de 1822 en Barcelona, fue corredor de cambios y comerciante. Se dedicó al estudio de la historia natural y de la prehistoria. Examinó los talayots, navetas y clapers de las islas Baleares, realizando planos y dibujos de estos. Salvador Sanpere y Miquel en 1879 reunió en un volumen titulado Apuntes arqueológicos los trabajos que había escrito Martorell. Esta obra contenía, además del catálogo de sus colecciones, los estudios hechos sobre monumentos megalíticos, acrópolis y recintos fortificados, las sepulturas olerdolanas, el teatro de Alcudia, los nuraghes de Cerdeña y los talayots de Baleares. Fue socio honorario de la Sociedad Malacológica de los Pirineos Orientales. Martorell, que falleció el 9 de noviembre de 1878, dejó legadas en su testamento sus colecciones de arqueología e historia natural al Ayuntamiento de Barcelona. También coleccionó monedas.
Arturo Bofill leyó en la Associació d'Excursions Catalana una necrología suya y el Ateneo de Barcelona dedicó el 22 de marzo de 1879 una velada artística en su memoria. En ella el vicepresidente Ramón Coll y Pujol leyó un discurso, Salvador Sanpere y Miquel una biografía de Martorell y Antoni Auléstia una breve memoria sobre la importancia de los archivos, bibliotecas y museos en Cataluña. J. Riera y Bertran, Ángel Guimerá y Melchor de Palau dieron lectura en la sesión celebrada por el Ateneo de varias composiciones poéticas.